# Henrik Gerner (skibskonstruktør)
 Der er flere personer med dette navn, se Henrik Gerner.
Henrik Gerner (født 5. juli 1742 i København, død 27. december 1787 samme sted) var en dansk søofficer og skibskonstruktør. Gerners Medalje er indstiftet til hans ære.

## Opvækst og uddannelse
Gerner var oldebarn af biskop Henrik Gerner, der kendes fra Kronborgsammensværgelsen, og søn af kommandørkaptajn Andreas Gerner (1698-1749) og Sophie Gravesen (død 1778 i Thisted).
Efter faderens død sendte moderen ham fra Aalborg til Søkadetakademiet i København. Herfra dimitterede han 1763 som sekondløjtnant og som den bedste af 19 eksaminander. Gerners tanker blev tidligt henledt på skibsbygningskunsten, da hans fader havde forestået skibsbyggeriet på Holmen, og det varede ikke længe, før marinens energiske bestyrer, grev Frederik Danneskiold-Samsøe (1703-1770), fik ham beskæftiget med skibskonstruktion.
I 1764 blev han premierløjtnant og havde året efter gjort sig bemærket ved at indsende brugbare oplysninger om russiske og svenske orlogsmænds bygningsmåder. Få måneder efter sin udnævnelse til officer ansattes han og Ernst Wilhelm Stibolt som auskultant i Konstruktionskommissionen for at uddanne sig i faget. Med flid og begejstring studerede han i flere år og blev i 1768 sendt til England og Frankrig. Under sit ophold i England gjorde den unge officer sig så bemærket ved sin dygtighed og alsidighed, at han blev optaget som medlem af det engelske Landhusholdningsselskab. Gerners ven og biograf, den senere statsminister Ove Malling, spåede allerede her, at Gerner ville blive en af Europas største skibsbyggere.
I fire år studerede han i udlandet, avancerede 1770 til kaptajnløjtnant og udnævntes 8. juli 1772 til fabrikmester, hvorefter han begav sig hjem fra Frankrig. Han avancerede i 1776 til kaptajn og i 1781 til kommandørkaptajn.
I marinens bestyrelse herskede stor forvirring, efter at Danneskjold 1767 var afgået; gennem en række hurtig skiftende administrationsordninger og under adskillige uduelige bestyrere var flåden efterhånden kommet i forfald. Fabrikmestrene havde med korte mellemrum afløst hverandre og en franskmand Laurent Barbé, men det var det lykkedes at få fastslået et godt, brugbart grundlag for bygningsmåden. Flådens leje var fuldt af mudder, ekviperingen langsom og kostbar, magasinerne tomme, skibene forfaldne. Det var derfor under særdeles vanskelige forhold, Gerner overtog ledelsen, og hans virksomme natur fik straks lejlighed til at vise sig.

## Virke som fabrikmester
Med stor energi tog han fat og fik hurtig indført væsentlige forbedringer og vandt sig navn som et af de største mekaniske talenter, Danmark har ejet. Han blev han på sin post til sin død og byggede 14 linjeskibe, 10 fregatter og mange mindre fartøjer så storartet, at hans ry gik viden om land og kastede glans over hans fædreland; desuden virkede han på så mangfoldige områder, at man i lige høj grad må forbavses over hans alsidighed som over hans utrolige dygtighed.
I 1786 fik han ordre til at fremsætte de principper, hvorefter orlogsskibe burde bygges, og kort efter kunne han indgive en besvarelse med tabeller og talrige bilag. 1779 anmodedes han om at lede opmudringen ved det grønlandske handelsselskabs bolværker og uddybningen deromkring; tre uger efter var alle undersøgelser klar og betænkningen afgivet. 1780 indberettede han, at det nu ville være ham muligt at klargøre en fregat til togt på 10 dage. 1787 fik han ordre til at tegne et nyt 80 kanoners linjeskib; seks uger efter erklærer han, at arbejdet kan påbegyndes, når det skal være. I 1781 indtrådte Gerner i Dokkommissionen og tog fat med vanlig iver. I 1784 og 1785 konstruerede han et sindrigt pumpeværk, der benyttes i dokken til midt i 1800-tallet. Ved det simplificerede han udpumpningen af dokken, som tidligere havde kostet 2-400 mands anstrengende arbejde i 2-3 døgn, nu udførtes af 24 heste på en snes timer, hvorved udgiften faldt til en fjerdedel.
Af hans andre mekaniske opfindelser er en forbedret muddermaskiner, dunkraftmaskiner til dokkens sluseporte, ankerkraner til at løfte svære vægte, destillationsmaskiner til brug om bord, pumper til skibene og mange andre. Han oprettede "Søe-Lieutenant-Selskabet", som fik stor indflydelse på de unge søofficerers uddannelse.

## Anden virksomhed
Men også uden for marinen satte han blivende spor: for alle de kongelige handelsselskaber fungerede han som konstruktør og konsulent, han udkastede for den kongelige Kanalkommission en plan til anlægget af et værft ved Kiel, han fik gennemført væsentlige forbedringer i det private skibsbyggeri med marinen med det mål at benytte koffardiskibe i krigstid; han oprettede en konstruktionsskole, holdt forelæsninger for søofficererne og tog ivrig del i det kommissionsarbejde, som havde hovedstadens befæstning for øje, og var den ledende ånd ved ordningen af Københavns havnevæsen.
I året 1769 indtrådte han – 27 år gammel – som medlem af det kgl. danske Landhusholdningsselskab. Fem år senere valgtes han endogså til præsident; for dette selskab udarbejdede han nye love, som gjaldt til 1857, og til 1787 affattede han personligt 300 betænkninger. 1774 vandt han dets store guldmedalje for en afhandling om en korntørringsanstalt (udgivet 1820), 1776 erhvervede han det kgl. Videnskabernes Selskabs præmie for en afhandling om en maskine til at rense indsøer med. Han udfandt et nyt ventilationsapparat til offentlige bygninger, indførte lynafledere, konstruerede en knapmaskine og metalslibemaskiner, til Den Kgl. Mønt en valsemaskine til sølv, til lærredsfabrikken i Lyngby opfandt han en forbedret tvindemaskine og opnåede, at arbejdet blev 48 gange formindsket osv. Der var næsten ikke en eneste teknisk virksomhed her i landet, uden at jo hans omfattende ånd greb hjælpende og forbedrende ind i den.

## Gerners begravelse
Som menneske var Gerner af en sjælden ædel karakter. Opofrende, hjælpsom og human udøvede han den største indflydelse på alle, der trådte i nærmere berøring med ham; han skyede ikke anstrengelser eller personlige ofre for at gavne sine undergivne og erhvervede sig herved en kærlighed og ærbødighed som få, om det end ikke satte sig spor i ydre hæderstegn eller høj rang. Årsagen til det, må vist tilskrives marinens oversekretær, gehejmeråd Frederik Christian Rosenkrantz (1766 og 1784-88), som aldrig til fulde lærte at sætte pris på ham, men søgte at genere ham så meget som muligt.
Det forbitrede Gerners sidste dage og bidrog til hans tidlige død. Han døde 27. december 1787. Ved sin begravelse fik han den anerkendelse, som han aldrig vandt i livet: et umådeligt følge ledsagede ham til graven, Ove Malling, Tyge Rothe og hans elev Frantz Christopher Henrik Hohlenberg talte, og en medalje prægedes til hans minde. Nogen lyst til demonstration mod Rosenkrantz og hele det konservative regeringssystem bidrog nok også til at gøre denne begivenhed så iøjnefaldende som muligt, og det blev en af de største politiske protestaktioner med bredest tilslutning i løbet af slutningen af 1700-tallet.
Gerner var gift med Charlotte Sophie født Rasch (født 1736 død 1808), datter af kammerråd Otto Christian Rasch og Sophie Hedevig født Eller. I sit ægteskab havde han kun et barn, som døde i tidlig alder.
Han er begravet i Holmens Kirkes kapel. I flere danske byer har man opkaldt gader efter ham; Gernersgade i Nyboder og "Henrik Gerners Gade" i Aalborg. Et mindesmærke af Johannes Wiedewelt er rejst ved Jægerspris Slot. En akvarel af det af Søren L. Lange (Frederiksborgmuseet).
Jens Juel har i 1785 udført to ovale portrætter af Gerner, det ene i pastel, det andet i olie. Statens Museum for Kunst ejer dem og et ovalt portræt af hustruen (1785).
De er stukket af Johan Georg Preisler. Et miniaturerelief af P.C. T. 1782 (Frederiksborgmuseet) og buste af F.C. Willerup 1788 er sammesteds. Silhuetter af F.L. Bradt, Boy Jensen Greve og R.R. Medalje??? af J.J. Holm 1787.